# 3532 Tracie
3532 Tracie este un asteroid din centura principală, descoperit pe 10 ianuarie 1983 de Kenneth Herkenhoff.